# Acrida liangi
Acrida liangi är en insektsart som beskrevs av Woznessenskij 1998. Acrida liangi ingår i släktet Acrida och familjen gräshoppor. Inga underarter finns listade i Catalogue of Life.